# Пещеры Бату

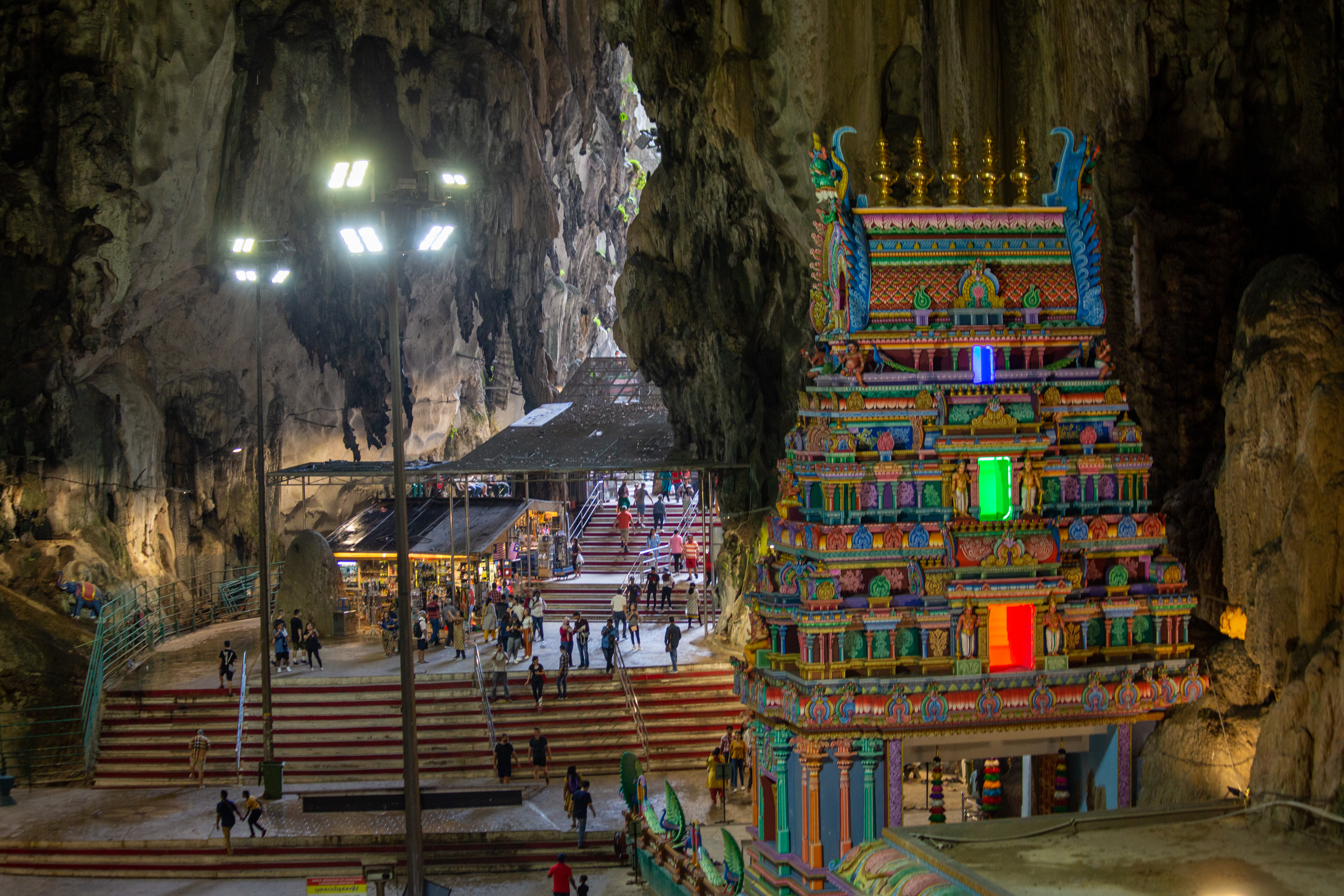
Интерьер храмовой пещеры

Пещеры Бату — комплекс пещер в известняковом холме в штате Селангор, Малайзия, — в 13 километрах к северу от столицы страны Куала-Лумпура. Состоит из трёх десятков взаимосвязанных гротов, в том числе четырёх достаточно крупных. Это одна из наиболее популярных туристических достопримечательностей страны и место паломничества тамильских индуистов.
Издавна пещеры Бату использовались в качестве убежища местным племенем Темуан. В 1860-х годах китайские переселенцы начали добывать здесь гуано летучих мышей. Для Европы пещеры в 1878 году открыл американский натуралист Уильям Хорнадей. В 1880-х здесь побывал глава тамильской общины в Малайе К. Тамбусами Пиллэй, который вдохновился формой входа в главную пещеру, увидев сходство с наконечником копья бога войны Муругана. С 1892 года тамилы ежегодно стали праздновать здесь Тайпусам в память вручения Муругану его матерью Парвати божественного копья.
Индуистский храм Субраманьян Свами расположен в крупнейшей пещере комплекса, называемой Светлой или Храмовой пещерой. Вход в неё расположен на высоте около ста метров, до 1920 года паломники карабкались сюда по тропе. Потом была сделана деревянная лестница, а в 1940 году её заменили 272 крутые бетонные ступени, используемые по сей день. На праздник Тайпусам 2006 года после трёх лет строительства у основания ступеней открыли позолоченную железобетонную скульптуру бога Муругана высотой 43 метра, ставшую самой высокой статуей в Малайзии.
Паломникам и туристам доступны ещё три пещеры меньшего размера. Вход в самую протяжённую Тёмную пещеру, интересную разнообразием форм геологических отложений, расположен на середине лестницы. Портал пещеры Рамаяна в двухстах метрах западнее основания лестницы отмечен 15-метровой статуей бога-обезьяны Ханумана, героя индийской эпической поэмы Рамаяна. Здесь находится храм Ханумана, открытый в 2001 году; стены пещеры украшены множеством скульптурных композиций со сценами из эпоса. Имеется несколько подземных водопадов. У подножия холма рядом с прудом располагается начало пещеры Cave Villa, где организован небольшой музей с картинной галереей.
Толпы туристов привлекают к пещерам Бату макак, которые выпрашивают у людей еду, ведя себя порой весьма агрессивно.